# Emiraat Nekor
Het emiraat Nekor (Tamazight: ⵜⴰⴳⵍⴷⵉⵜ ⵏ ⵏⴽⵓⵔ Tageldit n' Nekor;  Arabisch: إمارة نكور) was een emiraat gelegen in het Rifgebied van het hedendaagse Marokko. De hoofdstad was oorspronkelijk gevestigd in Temsaman, maar verhuisde later naar Nekor. Het emiraat werd in het jaar 710 gesticht door Salih I Ibn Mansur, met hulp van de Ait Waryaghar en Ait Temsamane. Het emiraat werd tevens gesticht onder goedkeuring van Al-Walid Ibn 'Abd al-Malik, de toenmalige kalief van de Omajjaden.  Hiermee werd het Emiraat van Nekor de allereerste Islamitische staat in het hedendaagse Marokko. Het was daarnaast ook de allereerste Riffijns-Islamitische staat.

## Geschiedenis
De Arabische geograaf al-Ya'qubi schrijft tot in detail over het emiraat Nekor in zijn bekende boek Tarikh al-Ya'qubi. Daarnaast behandelt de Andalusische geograaf en historicus al-Bakri hetzelfde onderwerp op een gedetailleerde manier in zijn bekende boek: Book of Roads and Kingdoms.
Salih Ibn Mansur meert in het jaar 699 aan bij de historische haven van Temsaman, wat het hedendaagse kleine dorpje Ejiti is. Hij stond onder de lokale bevolking bekend als Salih Mansour. Er is niet veel bekend over Salih Ibn Mansur. Volgens al-Bakri was Salih Ibn Mansur een Arabier uit Jemen Himyariet. 
In het jaar 710 sticht Salih Ibn Mansur, met behulp van de lokale Aith Wayagher en Aith Temsaman, het Emiraat van Nekor op. Hij wordt de eerste emir. Op dat moment was de regio onder het bewind van de Omajjaden, maar de toenmalige kalief, Al-Walid Ibn 'Abd al-Malik, zag er niets anders in dan het nieuwe emiraat te erkennen en goedkeuring te geven voor de stichting ervan. Onder zijn leiding omarmt de lokale bevolking de Islam en volgen zij de Maliki madhab van Imam Malik Ibn Anas.  Salih Ibn Mansur wordt in hetzelfde jaar nog afgezet en vervangen door een andere stamgenoot, maar werd na enige tijd gevraagd terug te keren om zijn rol als emir weer op te pakken. Hij trouwt onder andere met een vrouw van de Senhaja, een van de drie grote Berberse confederaties, naast de Zenata en Masmuda. Salih krijgt twee kinderen: Al-Mo'tasim Ibn Salih en Idris Ibn Salih. Zijn derde zoon, 'Abd as-Samad Ibn Salih, krijgt hij met zijn andere vrouw. Salih bleef emir tot aan zijn dood in 749. Volgens de Andalusische historicus en geograaf Muhammad Ibn Yusuf al-Warraq overleed Salih Iin Temsaman. Hij is begraven in het hedendaagse Ejiti, een klein dorpje in de buurt van de haven van Temsaman waar hij voor het eerst kwam aanmeren.
Na zijn dood werd Salih Ibn Mansur opgevolgd door zijn eerste zoon, Al-Mo'tasem. Hij kreeg echter niet de kans om voor een lange periode te regeren, omdat hij kort na zijn aantreden als emir kwam te overlijden. Hij werd opgevolgd door Said Ibn Idris, zijn neefje. Said Ibn Idris was de zoon van Idris Ibn Salih, en dus de kleinzoon van Salih Ibn Mansur. Said, die de derde emir van het emiraat was, bouwde de historische stad en gelijknamige stad Nekor. Deze stad werd ook meteen de nieuwe hoofdstad van het emiraat.
In 859 raakte het koninkrijk onderworpen aan een 62 schepen sterke vloot Vikingen die een Moorse strijdkracht in Nekor versloeg die had geprobeerd om hun plunderingen in het gebied te verstoren. Na een verblijf van acht dagen in Marokko, gingen de Vikingen terug naar Spanje en vervolgende ze hun plundertocht langs de oostkust.

## Lijst van heersers
- Salih I ibn Mansur "al-`Abd as-Salih" (710-749)
- al-Mu'tasim ibn Salih (749-?)
- Idris I ibn Salih (?-760)
- Sa'id I ibn Idris (760-803)
- Salih II ibn Sa'id (803-864)
- Sa'id II ibn Salih (864-916)
- Salih III ibn Sa'id (917-927)
- Abd al-Badi' ibn Salih "el-Mu'ayyid" (927-929)
- Abu Ayyub Isma'il ibn 'Abd al Malik ibn Abd ar-Rahman ibn Sa'id I ibn Salih (930?-935)
- Musa ibn Rumi ibn Abd as-Sami` ibn Salih ibn Idris I ibn Salih (936?-940)
- Abd as-Sami' ibn Jurthum ibn Idris ibn Salih I ibn Mansur (940-947)
- Jurthum ibn Ahmad ibn Ziyadat Allah ibn Sa'id I ibn Idris (947-970)